# Корбен, Эжен
Жан-Батист Эжен Корбен (фр. Jean-Baptiste Eugène Corbin; 1867—1952) — французский бизнесмен и коллекционер, который был главным меценатом  школы Нанси движения ар-нуво и сыграл важнейшую роль в поддержке этой группы. В его доме ныне располагается Музей школы Нанси. Был сыном основателя Magasins Réunis (ныне сети магазинов Printemps и FNAC) Антуана Корбена (1835—1901).

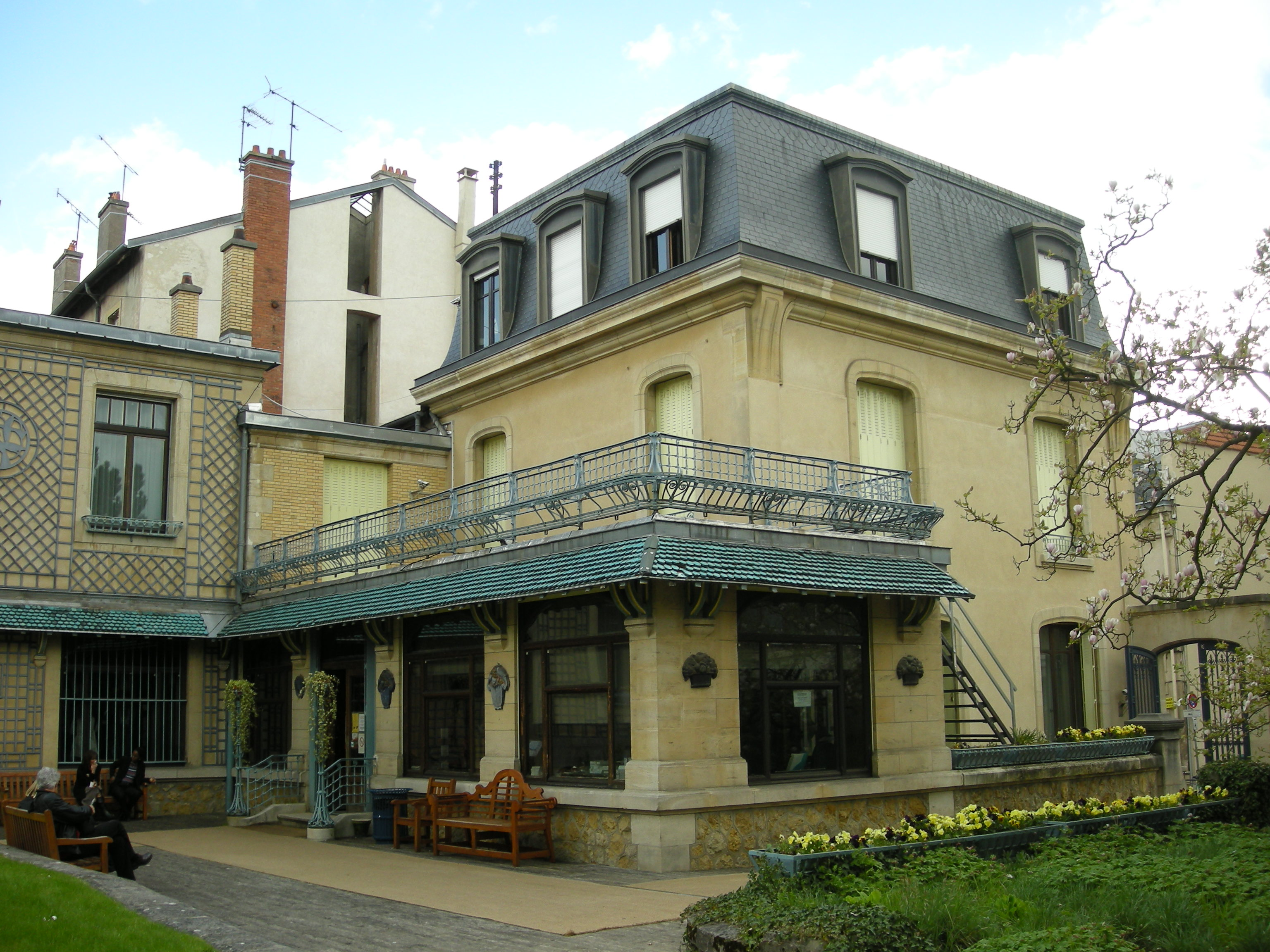
Особняк Эжена Корбена, сейчас музей школы Нанси